# Rozes (cantante)
Elizabeth Mencel (Montgomeryville, 14 de abril de 1993), conocida por su nombre artístico ROZES, es una cantante, músico y compositora estadounidense que se dio a conocer por su colaboración musical de 2015, «Roses», con The Chainsmokers.

## Primeros años
Es una nativa indígena de Montgomeryville, Pensilvania, Mencel creció en una familia influida por la música jazz y comenzó a estudiar piano a la edad de seis años. Finalmente también estudió clarinete, saxofón, guitarra, violín, flauta, y trompeta.
Mencel ganó un grado en el Montgomery County Community College (en español "Colegio de la Comunidad del Condado de Montgomery") y entonces fue transferida a la Universidad de Temple. Después de un año en Temple, Mencel escogió seguir en la música como una carrera de dedicación exclusiva y dejó la universidad.

## Carrera
En octubre de 2014, ya bajo su nombre artístico ROZES, Mencel hizo su primer colaobración con el disc jockey Just A Gent en la canción «Limelight«, logrando un #1 en HypeMachine y ha obteniendo 2 millones de reproducciones en SoundCloud.
Mencel compuso «Roses» con Andrew Taggart de The Chainsmokers, que fue lanzada como sencillo en junio de 2015, la canción alcanzó el #6 en el Hot 100, así como el #1 en el Hot Dance/Electronic ambas listas de Billboard.
Lanzó su sencillo debut profesionalmente el 17 de julio de 2015, bajo el nombre de «R U Mine» y de manera independiente. El 15 de septiembre de 2015 lanza un segundo sencillo «In N Out»
El EP debut de ROZES, Burn Wild, fue lanzado el 14 de febrero de 2016, del que lanzó dos sencillos, «Burn Wild» y  «Fragile»
El 17 de junio del 2016 lanzó su sencillo «Hangin' On», el 16 de septiembre del mismo año lanzó la canción «Under the Grave», ambas bajo el sello discográfico Lost Colony Music.

## Discografía

### EP
- 2016: Burn Wild

### Sencillos

#### Como artista principal
- «R U Mine»
- «In N Out»
- «Fragile»
- «Burn Wild»
- «Hangin' On»
- «Under the Grave»

#### Como artista invitada
| Año  | Título                                           | Posiciones más altas en charts | Posiciones más altas en charts | Posiciones más altas en charts | Posiciones más altas en charts | Posiciones más altas en charts | Posiciones más altas en charts | Posiciones más altas en charts | Posiciones más altas en charts | Posiciones más altas en charts | Posiciones más altas en charts | Posiciones más altas en charts | Álbum              |
| Año  | Título                                           | EE.UU .                        | US Elect.                      | AUS                            | AUT                            | CAN                            | DIN                            | FIN                            | NL                             | NOR                            | SUE                            | UK                             | Álbum              |
| ---- | ------------------------------------------------ | ------------------------------ | ------------------------------ | ------------------------------ | ------------------------------ | ------------------------------ | ------------------------------ | ------------------------------ | ------------------------------ | ------------------------------ | ------------------------------ | ------------------------------ | ------------------ |
| 2014 | «Limelight» (de Just A Gent con ROZES)           | -                              | -                              | -                              | -                              | -                              | -                              | -                              | -                              | -                              | -                              | -                              | Sencillo sin álbum |
| 2015 | «Roses» (de The Chainsmokers con ROZES)          | 6                              | 1                              | 5                              | 18                             | 6                              | 30                             | 18                             | 28                             | 8                              | 13                             | 16                             | Bouquet EP         |
| 2016 | «All of Me» (de (Big Gigantic con Logic y ROZES) | -                              | 42                             | -                              | -                              | -                              | -                              | -                              | -                              | -                              | -                              | -                              | Brighter Future    |
| 2017 | «Matches» (de Cash Cash y ROZES)                 |                                |                                |                                |                                |                                |                                |                                |                                |                                |                                |                                |                    |